# 辛瓦利亚
辛瓦利亚（西班牙語發音：[θimˈbaʎa]），是西班牙阿拉贡自治区萨拉戈萨省的一个市镇。 总面积32平方公里，总人口143人（2001年），人口密度4人/平方公里。